# Rachel McDowall
Rachel Anne McDowall, född 4 oktober 1984 i Whiston i Liverpool i England, är en brittisk skådespelare. McDowall gjorde sin filmdebut 2008 med filmen Mamma Mia!